# Daum
Daum (en coreano: 다음) es un portal en internet surcoreano, con gran aceptación en dicho país de Asia Oriental. Daum ofrece muchos servicios de Internet, incluyendo un correo electrónico, servicio de mensajería, foros, compra y noticias. La palabra "daum" significa "siguiente", pero también se puede interpretar como Hanja "多 音", que significa "muchos sonidos".

## Antecedentes
Su gran éxito consiste en que fue uno de los primeros portales significativos en Corea del Sur. Su popularidad comenzó cuando se unió al servicio de correo hanmail.net prestando nuevos servicios, como el servicio de foro Daum Cafe, que trajo su estado firme en el mercado. El término café e incluso café internet (diferente de lo que se supone que se refiere al uso occidental) ahora se usa como sinónimo de "foro de Internet" en coreano.

## Historia
Entre 2003 y 2011, Daum lanzó el servicio de seguros directos de automóviles en línea bajo la filial 'Daum Direct Auto Insurance' y desde 2008 se convirtió en una sociedad con ERGO Insurance Group.
Compró el portal Lycos en octubre del 2004.
Como parte de una reestructuración corporativa para enfocarse en servicios móviles, redes sociales y servicios basados en la ubicación, Daum vendió Lycos  en agosto de 2010 a Ybrant Digital, una empresa de marketing en Internet con sede en Hyderabad, India.
En 2006 comenzaron el servicio de blogs Tistory con 'Tatter and Company',  una empresa de desarrollo de plataforma de blogs y en julio de 2007, Daum se hizo cargo de todos los derechos para administrar los servicios.
La compañía también desarrolla y distribuye el reproductor multimedia freeware PotPlayer. Además de su reproductor de medios gratuito (Daum tvPot), Daum Communications Corp. ofrece una gran variedad de servicios, como el servicio nublado (Daum Cloud), Daum Dictionary (aplicable a dispositivos móviles), Daum Comics y el servicio de mapas (Daum Maps).
En 2014, Daum se unió con Kakao Corp. para formar Daum Kakao.